# Pici
I pici sono un tipo di pasta fatta a mano, simili agli spaghetti ma più larghi, tipici del sud della Toscana, in particolare del sud del senese, della val d'Orcia, della val di Chiana, del Monte Amiata, della Provincia di Arezzo fino a spingersi alle confinanti zone dell'alta Tuscia Viterbese, della Val di Paglia e dell'Orvietano dove però più spesso sono chiamati umbricelli, l’umbrichelli o tortorelli.

## Ricette
La ricetta tradizionale prevede l'utilizzo di acqua, farina e sale, le uova sono assenti, ma vengono aggiunte in varianti più recenti il che li rende più simili ad altre paste all'uovo come i tonnarelli. La preparazione consiste nell'"appiciare", cioè lavorare a mano la pasta tirandola (a differenza dei bigoli che sono trafilati al torchio) fino a creare uno spaghetto lungo e corposo.
I condimenti classici della tradizione toscana che accompagnano i pici sono il sugo all'Aglione (un sugo di pomodoro e aglione, bulbo tipico coltivato nella zona), il sugo al fegato di coniglio, il sugo di "nana" o di "ocio", il ragù di carne "alla chiantigiana" (preparato con ragù di carne, di solito chianina, sfumato al Chianti), ragù a base di cacciagione (cinghiale e lepre), "alle briciole" (condito con briciole di pane toscano soffritte in olio di oliva) e infine la "cacio e pepe" che è notoriamente una ricetta romana ma che in questo caso viene rivisitata utilizzando, soprattutto a Siena e provincia, il pecorino toscano più dolce e delicato rispetto a quello romano. 

## Varianti
Nella zona di Montalcino, i pici si chiamano pinci e la farina di grano semplice è sostituita da una farina tradizionale più grossolana, macinata all'antica nel mulino a palmenti. 
Ad Anghiari, in provincia di Arezzo, vengono chiamati bringoli.
In certe zone del Valdarno superiore esistono i lunghetti, che sono simili ai pici ma contemplano l'uso abbondante di uova e vengono stesi sulla spianatoia invece che tra le dita.